# Hôtel Aubriot (Dijon)
L'hôtel Aubriot est un hôtel particulier du XIIIe siècle avec une toiture en tuile vernissée de Bourgogne, accolé à la Maison Maillard, au 40, rue des Forges à Dijon en Côte-d'Or en Bourgogne-Franche-Comté. La cave voutée sur piliers de la maison est inscrite au titre des monuments historiques par arrêté du 30 novembre 2009 puis remplacé par un arrêté classement le 16 août 2011.

## Historique
L'hôtel Aubriot daterait du début du XIIIe siècle. Il s'élève sur une vaste cave, peut-être plus ancienne, couverte de voûtes dont les arêtes retombent sur des piles octogonales qui la divisent en trois nefs de huit travées . Ce vaste espace, qui est maintenant en partie enterré, ouvrait au sud et au nord dans les actuelles rue des Forges et rue Musette, entre lesquelles il constituait peut-être un passage ; il était utilisé par les changeurs, et s'appelait pour cette raison « voûte aux changes ». 
Actuellement, la partie inférieure du rez-de-chaussée de la façade de l'hôtel Aubriot est percée de deux ouvertures donnant dans cette cave. À l'étage, la façade, de la première moitié du XIIIe siècle, s'orne de quatre arcades jumelées en plein cintre retombant sur des colonnettes. Chaque arcade abrite deux fenêtres. Aux extrémités se trouvent deux arcatures aveugles.

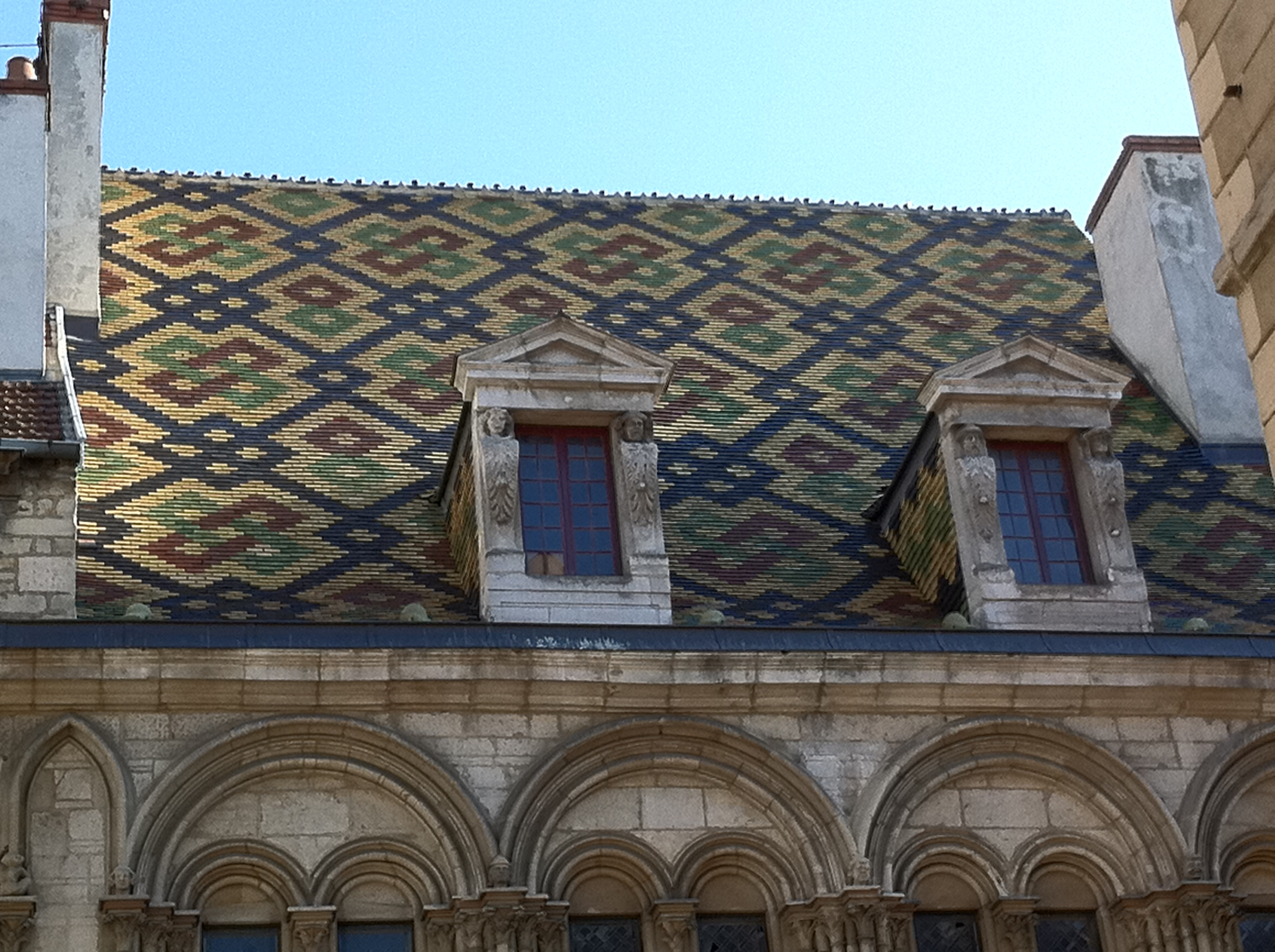
Toiture en tuile vernissée de Bourgogne.

Hugues Aubriot (1320?-1382), fils d'un prêteur et changeur dijonnais, naît dans cet hôtel, dont il devient propriétaire.
Au XVIe siècle, deux lucarnes de pierre ornées de termes sont ajoutées au-dessus de la façade.
En 1739, les États de la Province de Bourgogne achètent l'hôtel Aubriot pour y installer la juridiction du présidial. La maison est aménagée et meublée pour servir de tribunal. Il lui est ajouté une grande porte surmontée de deux statues assises représentant la Force et la Justice tenant un écusson aux armes de France.
Sous la Révolution, le présidial devient « bien national ». Il est vendu en 1796 aux frères Samuel et David Blum. Ce dernier s'y installe et fait rénover la façade en 1800 : tous les décors en relief sont bûchés et disparaissent sous un enduit. David Blum revend la maison en 1813 à la famille Ledeuil ; elle passe par héritage à Louise Liégeard, née Ledeuil, puis à son fils Jean-Baptiste Liégeard. Le fils de ce dernier, le poète Stéphen Liégeard, y naît en 1830 puis en hérite à son tour .
En 1908, Stéphen Liégeard découvre l'ancienne façade mutilée lors d'une réfection du crépi. Il charge alors l'architecte Louis Perreau et le sculpteur dijonnais Xavier Schanosky de reconstituer les parties détruites de la façade. Ils sont guidés dans ce travail par une gravure de l'hôtel datant du XVIIIe siècle, faite à partir d'un dessin de Jean-Baptiste Lallemand réalisé vers 1780. Sur les quatre colonnes de l'ancienne porte du présidial, le sculpteur Eugène Piron restitue deux statues de la Force et de la Justice, tenant un cartouche orné des initiales de Stéphen Liégeard. Au rez-de-chaussée sont créées deux fenêtres géminées surmontées de tympans tréflés décorés de boutons. À l'extrémité droite est également créée de toutes pièces une porte sous une arcade cintrée à archivoltes, abritant un tympan nu. À l'étage, les arcades et les colonnettes des anciennes fenêtres, bûchées en 1800, sont refaites, et le sculpteur Xavier Schanosky réalise des corbeaux ornés de personnages pour soutenir les sept colonnettes les plus saillantes.
Stéphen Liégeard lègue l'hôtel Aubriot à la ville de Dijon , qui donne son nom à la rue ouvrant en face de l'édifice. La ville installe un moment à l'hôtel Aubriot les collections d'ethnographie régionales du musée Perrin de Puycousin, inauguré en 1938, et fermé en 1970. En 2009, la municipalité Rebsamen a vendu l'hôtel Aubriot à un propriétaire privé.

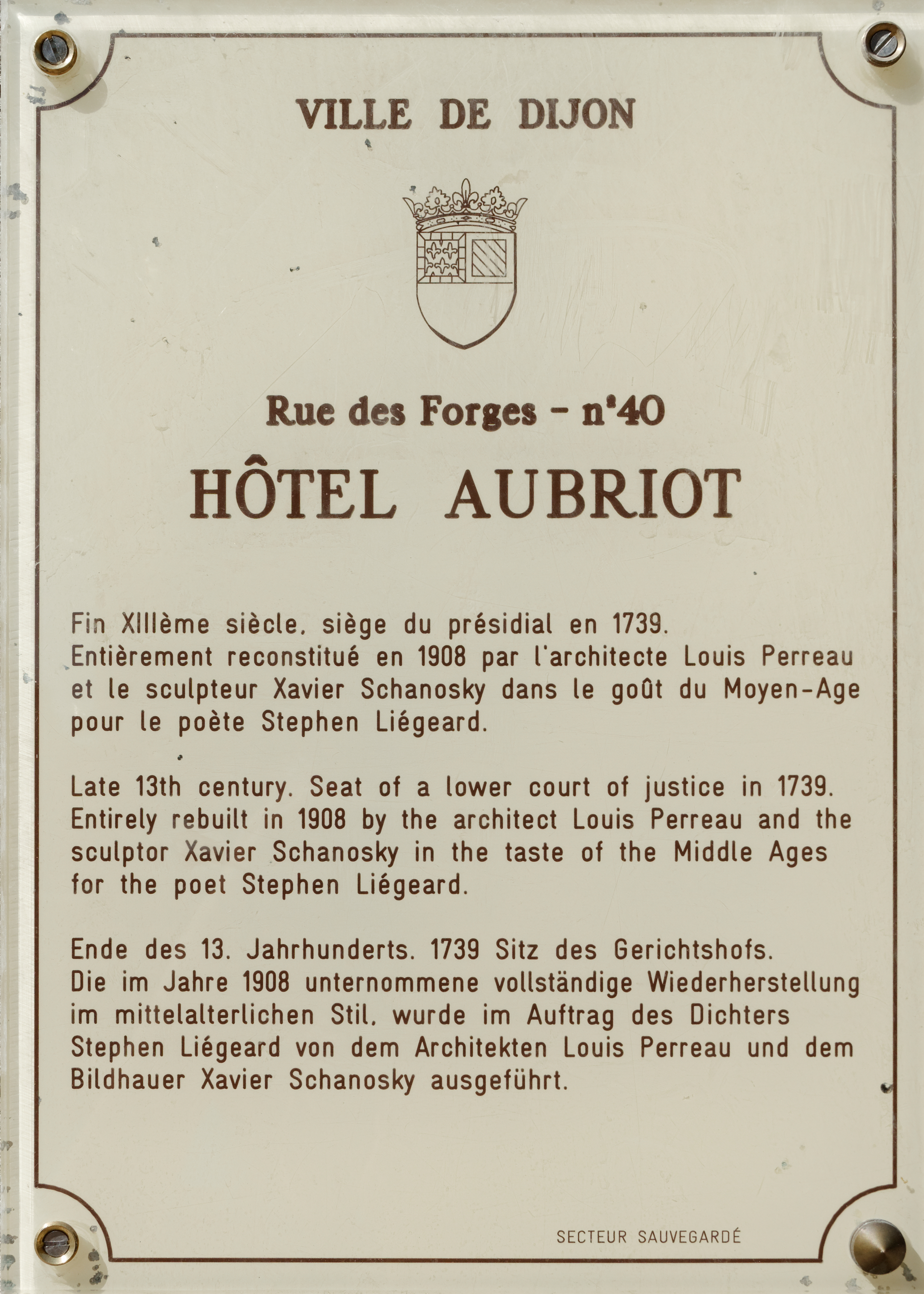
Plaque d'information
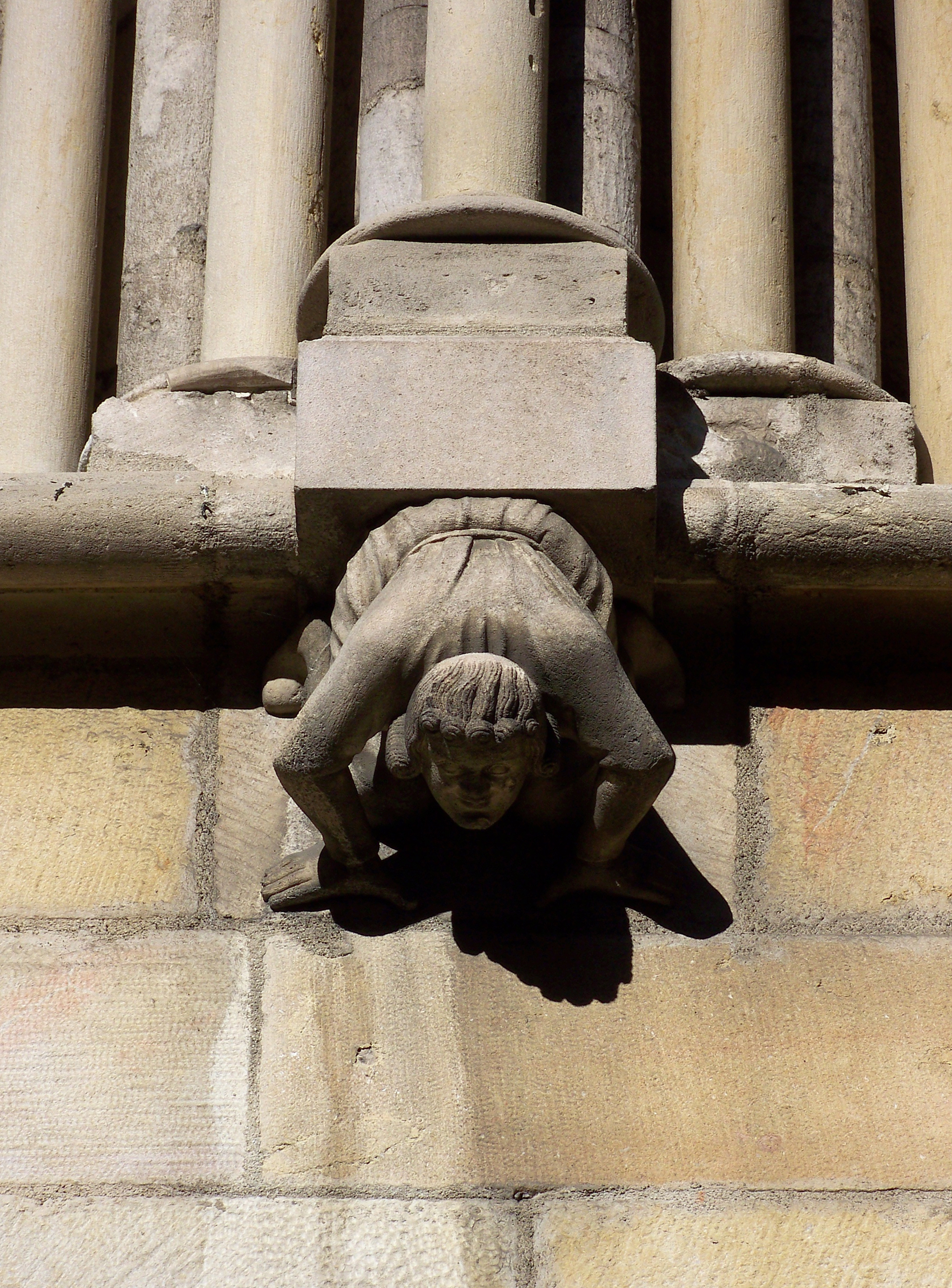
figure de soutènement
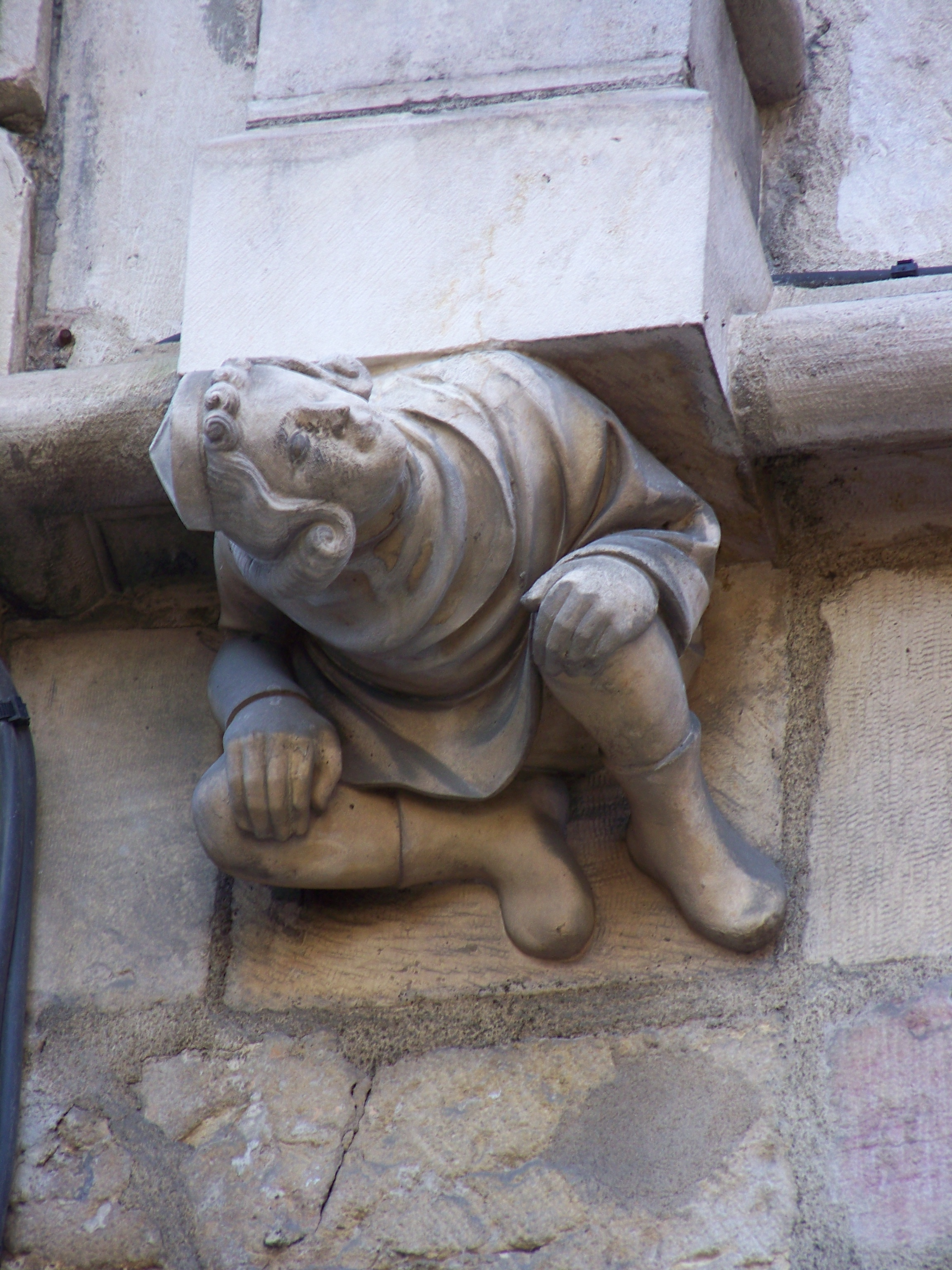
figure de soutènement
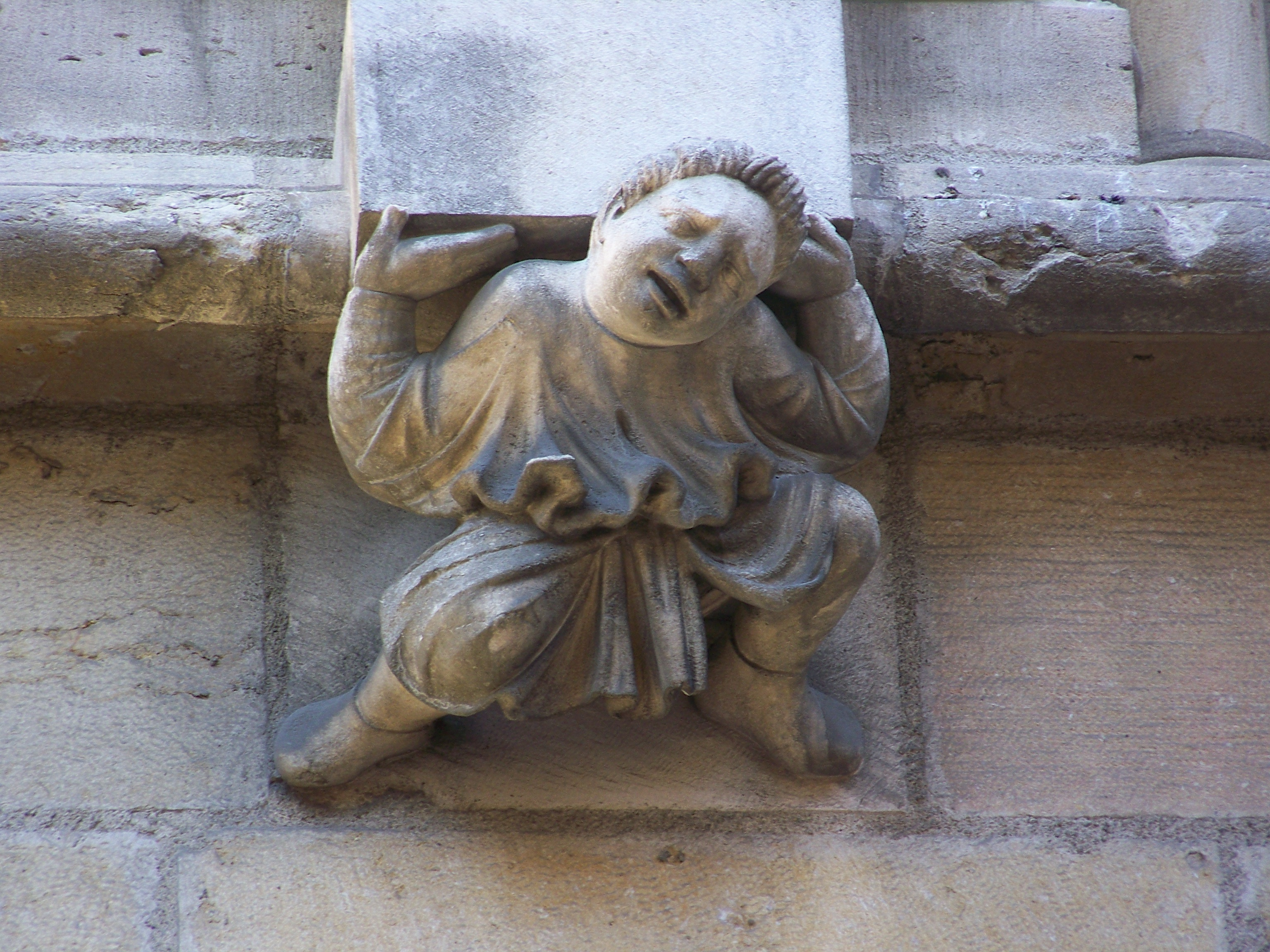
figure de soutènement
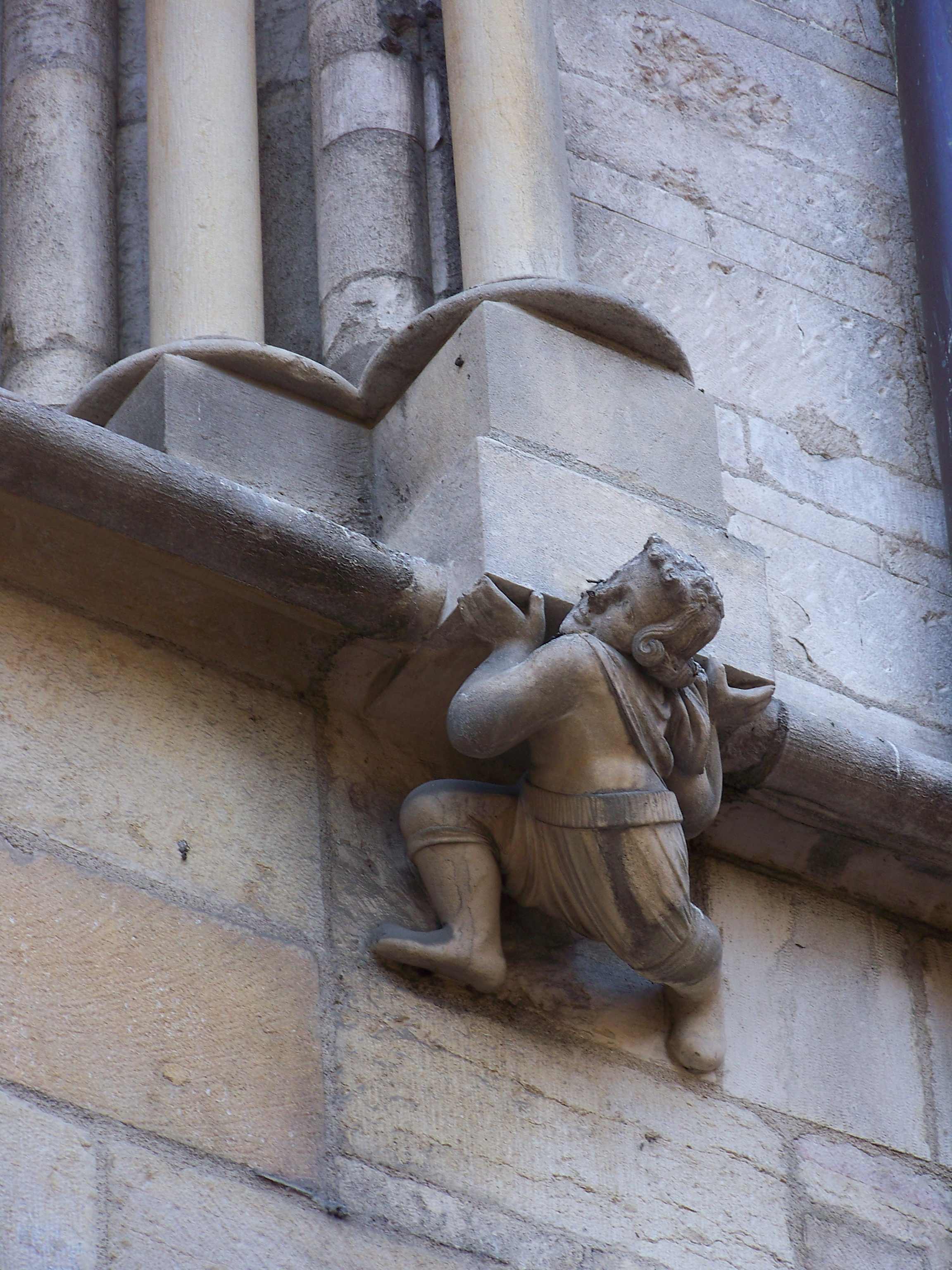
figure de soutènement
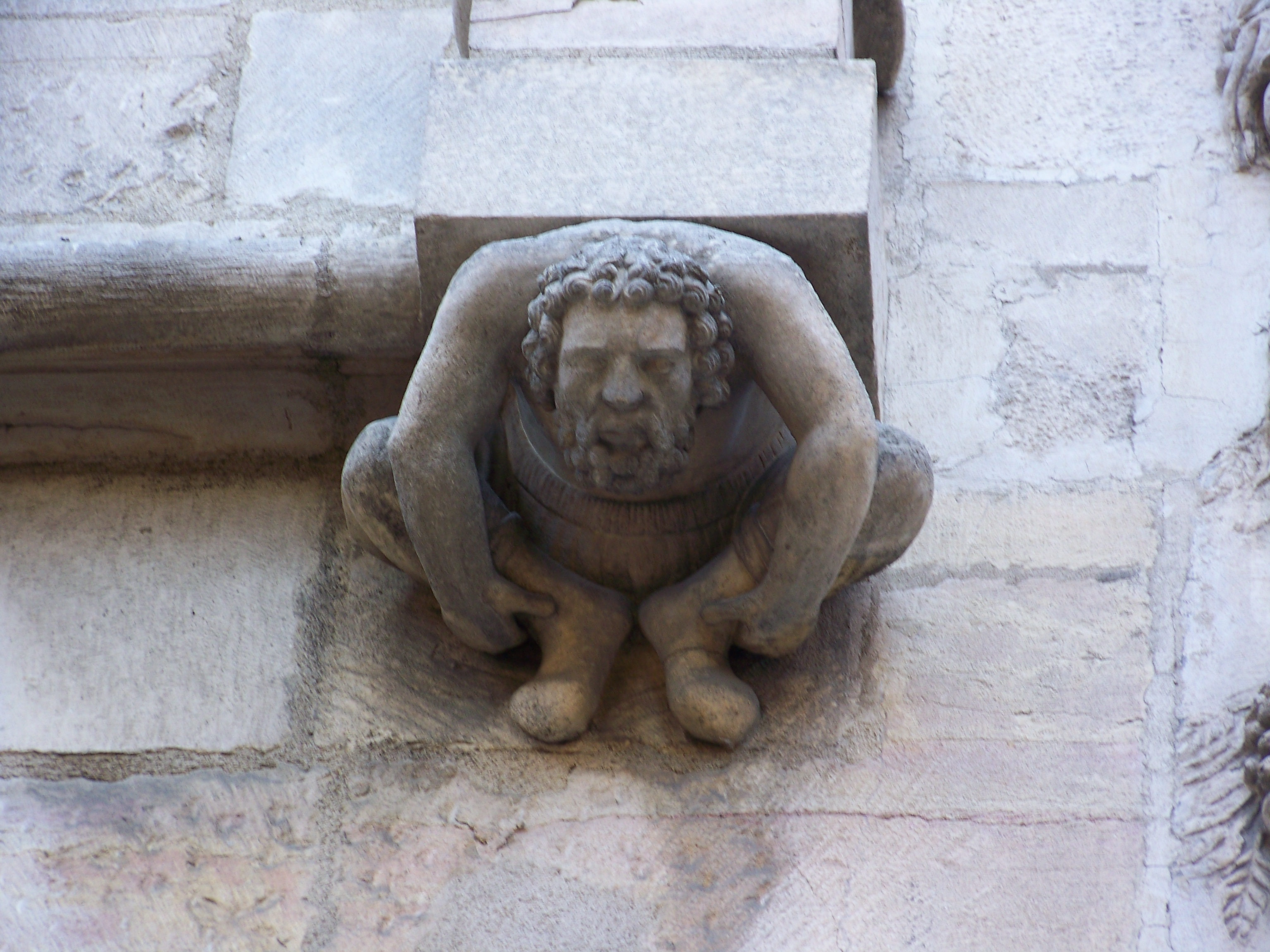
figure de soutènement
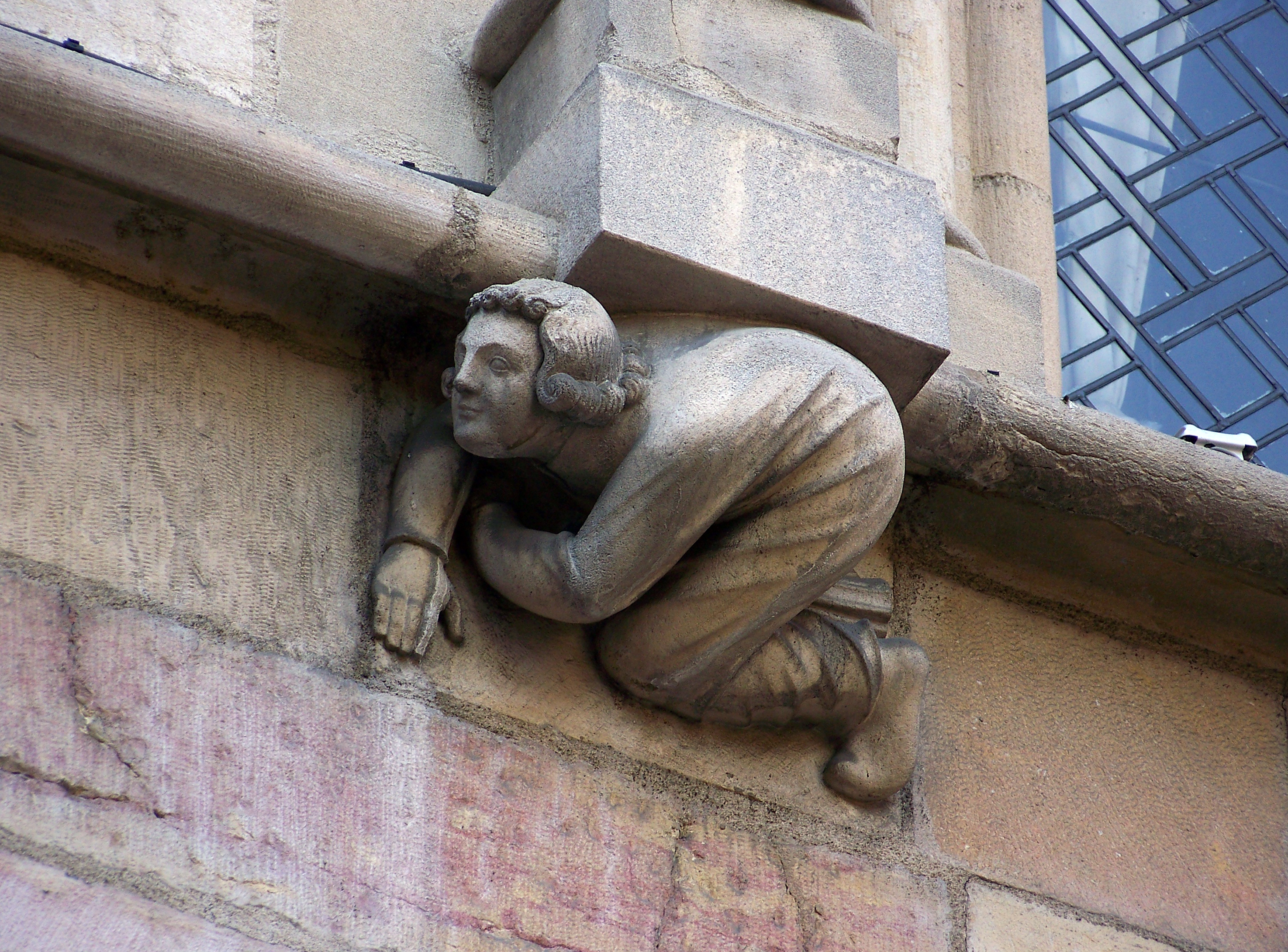
figure de soutènement
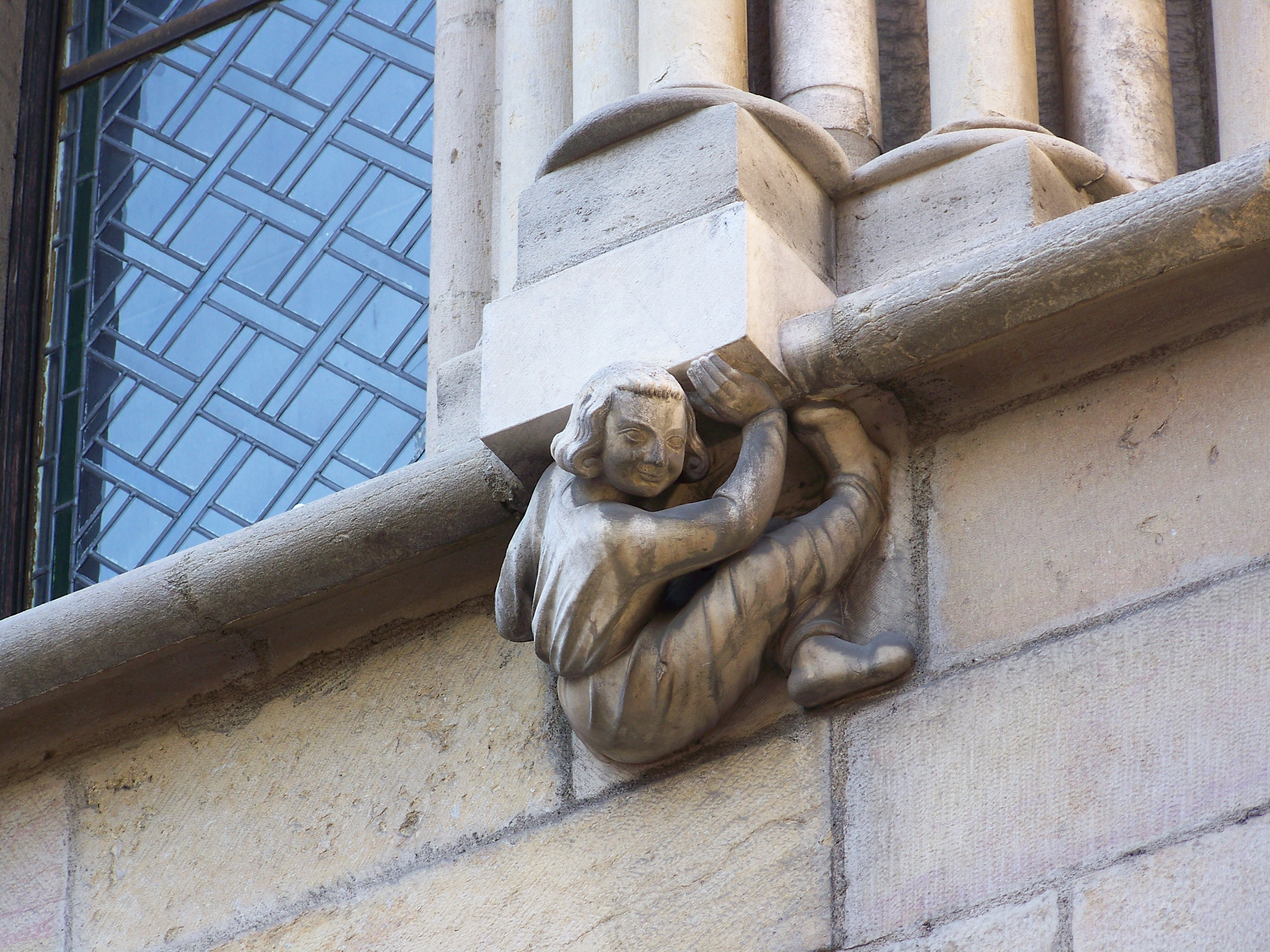
figure de soutènement
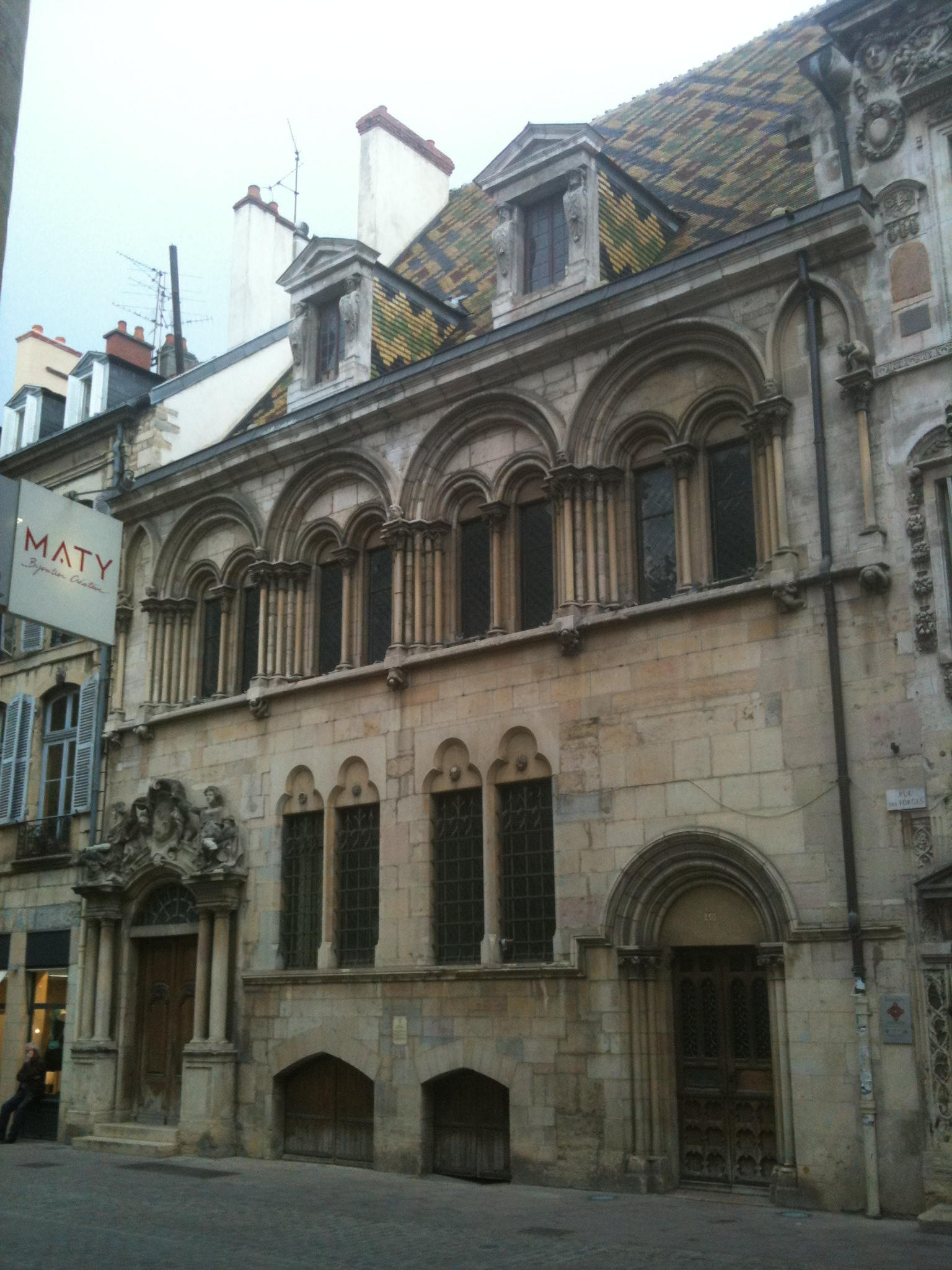
Hôtel Aubriot